# Den afskyelige mand
Den afskyelige mand er en svensk kriminalroman fra 1971 af forfatterne Maj Sjöwall og Per Wahlöö.
Bogen er den syvende i serien Roman om en forbrydelse på ti bind, som forfatterne skrev i perioden 1965-75.
Serien er i 2007 blevet nyoversat til dansk og udgivet på Forlaget Modtryk.

## Handling
I en stille aftenstund bliver den højtstående, men nu pensionerede politikommisær Nyman fra Säffle bogstavelig talt slagtet i sin sygehusseng på Sabbatsbergs sygehus i Stockholm. Det er ikke vanskeligt at finde personer med et motiv til at dræbe ham, eftersom Nyman var en særdeles afskyet og hadet mand. Problemet er snarere at indsnævre feltet til én mistænkt.
Det er værd at bemærke, at denne roman afviger fra de andre i serien, ved at hovedpersonerne opfører sig som sande helte. På den måde minder den mere om en amerikansk end en europæisk roman. Det uheldige resultat er, at Martin Beck bliver skudt, og det afsløres først i den næste roman, om han overlever.
Romanen adskiller sig også fra resten af serien ved, at handlingen foregår i et forløb på under 24 timer, mens de øvrige foregår over en periode på flere uger eller måneder.